# Hydraschema fabulosa
Hydraschema fabulosa là một loài bọ cánh cứng trong họ Cerambycidae.